# 大联合政府 (德国)
大联合政府（德語：Große Koalition，缩写GroKo）在德国指的是联邦议会或州议会的两大党组成的大联合政府。大多数情况下是由德国联盟党（基民盟/基社盟）与德国社会民主党（社民党）联盟组建。

## 魏玛共和时期
在1919至1933年的魏玛共和国时期，大联合政府指社民党，天主教的中央党，以及自由主义的德国自由党（Deutsche Demokratische Partei, DDP）和德国人民党（Deutsche Volkspartei, DVP）组成的联盟。这个联盟曾在1923年，和1928-1930年期间执政。尽管第二次执政是由不同利益集团的结合，这一团结仅是为了为民主政治做出保卫，来抵抗迅速崛起的极端主义党派，德国共产党和纳粹党。

## 联邦德国时期

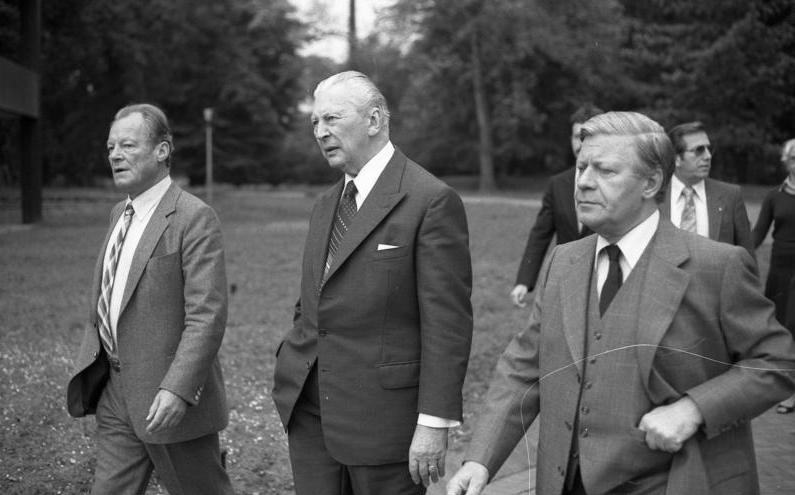
在共组大联合政府十年之后，维利·勃兰特（左）和库尔特·乔治·基辛格（中）与时任联邦总理赫尔穆特·施密特（右）会见

### 联邦层面
战后1949年至今的德国政治中，德国联邦议院曾有过五次大联合政府。

#### 基辛格内阁
1966年12月1日，联邦德国政府由当时西德最大两大党结盟组建，即德国社民党和基民盟。这是由于联盟党（基民盟/基社盟）和自由民主党在关于税收比例问题上的争论而得出的结果。最终，自民党部长退休，新政府在基民盟主席库尔特·乔治·基辛格领导下，联合社民党共同组建。大联合政府占据了联邦议会95%的席位。这一结果打破了许多政治活跃的学生的幻想，并导致了“议会外反对党”（Außerparlamentarische Opposition）的组建，而随后成为了德国六八学运的核心组织。基辛格大联合政府最终维持到1969年。

#### 默克尔第一/第三/第四内阁
2005年德国联邦议院选举后，由于无决定性的结果，传统上的政治结盟无法形成。一种政治结盟的可能，为社民党、民主社会主义党（Partei des Demokratischen Sozialismus, PDS）以及绿党组成的“红红绿”结盟。然而由于社民党和联盟党对由前东德执政党统一社会党改革而来的民主社会主义党带有防备，因此执行了“卫生隔离”政策（Cordon sanitaire）将其排除于政府之外。基民盟领导默克尔与社民党同意组成了大联合政府，并平分内阁部长议席。联邦总理11月22日当选，默克尔第一内阁执政。在2009年德国联邦议院选举后，德国社民党大败从而退出政府，德国历史上的第二次大联盟政府结束。联盟党与自民党联合，组建成为默克尔第二内阁。
2013年德国联邦议院选举后，11月27日联盟党和社民党组成了德国历史的第三次大联盟政府。与上次相同，社民党、绿党以及由民主社会主义党改革而来的左翼党可以组成“红红绿”中左翼联盟，然而大联盟政府再次被组建。
2017年德国联邦议院选举中，社民党再次敗於联盟党。由於不欲另類選擇黨成為最大反對黨，社民黨起初拒絕再次和聯盟黨組成大聯合政府。默克尔本來尋求與綠黨和自民黨組成牙買加聯盟，但後來談判失敗。联盟党再次開始和社民党開展聯合政府談判，最終於2018年3月14日組成默克爾任內第三個大聯合政府。

#### 默茨内阁
2025年德国联邦议院选举后，除了联盟党和社民党的“红黑联盟”以外，其他传统的政党联盟都无法达到简单多数。在選舉結果出爐後，聯盟黨與社民黨都表示將展開聯合執政談判，以組建新政府。由默茨領導的聯盟黨成為最大政黨，但未能獲得絕對多數，因而需要尋求組建聯合政府。社民黨則由共同黨魁克林拜耳領導，並參與談判以評估潛在合作機會。聯盟黨與社民黨於5月5日正式簽署聯合執政協定。這一決定標誌著新政府組建進程的圓滿落幕。最終，該聯盟將獲得328個席位，遠超過取得多數所需的316席。總統施泰因迈尔正式向聯邦議院提名默茨出任總理，啟動總理選舉程序。2025年5月6日，默茨在聯邦議院的首輪投票中未能當選總理，距過半門檻僅差六票。這是德國史上首次聯邦議院否決總統提名的總理人選。後來默茨在當天下午的聯邦議院第二次投票中當選。联邦德国第五个大联合政府正式成立。

### 州层面
在联邦德国历史上，州议会的大联盟政府比较常见。至今为止，只有三个联邦州从未有过大联合政府：
- 汉堡
- 北莱茵-威斯特法伦
- 萨克森-安哈尔特